# Nolan Roux
Pour les articles homonymes, voir Roux.
Nolan Roux, né le 1er mars 1988 à Compiègne (Oise), est un footballeur français qui évolue au poste d'attaquant. Il est le fils de Bruno Roux, ancien attaquant.

## Biographie

### Carrière en club

#### RC Lens (2008-2009)
Nolan Roux évolue dans les équipes de jeunes dans lesquelles son père Bruno Roux dirige les centres de formation, le SM Caen puis l'AS Beauvais. Il tente par la suite de s'émanciper en répondant favorablement à une offre du RC Lens. En juin 2008, il signe son premier contrat professionnel avec le club du Pas-de-Calais, où il progresse depuis 2004 dans les équipes de jeunes. Le 9 septembre 2008, lors du deuxième tour qualificatif de la Coupe de la Ligue contre Sedan, il marque son premier but en équipe première, qui plus est lors de son premier match avec Lens, un quart d'heure après être rentré en jeu à la place de Fabien Laurenti. Le 15 septembre 2008, il joue son premier match de Ligue 2 contre le FC Metz, entrant peu après l'heure de jeu en remplaçant Geoffrey Doumeng.
Lors du marché des transferts hivernal, Roux est annoncé vers divers clubs, notamment Tubize, Mouscron ou le Cercle Bruges, mais certains clubs français suivent le jeune joueur comme l’AS Cannes. Il n'est cependant pas transféré et reste Lensois.

#### Stade brestois (2009-janvier 2012)

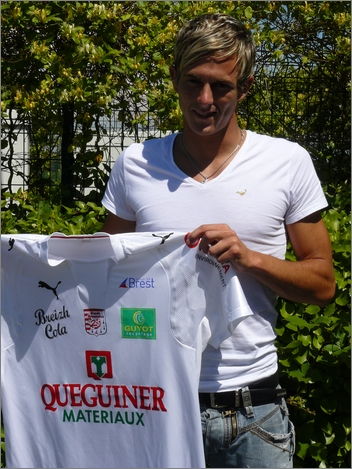
Nolan Roux à ses débuts brestois

En manque de temps de jeu, il est contacté par plusieurs clubs français à l'été 2009. Finalement, il signe un contrat de trois ans au Stade brestois, le 25 juin 2009. Son contrat avec Lens est résilié quelques jours auparavant, pour faciliter son départ. Cependant, les présidents des deux clubs s'accordent verbalement sur ce que le Racing touche lors de la revente du joueur, ce chiffre étant fixé à 50 %. Pour son premier match en championnat avec son nouveau club, le 7 août contre Laval, Roux se montre tout de suite décisif en inscrivant le but de la victoire dans les arrêts de jeu, un quart d'heure après être entré sur le terrain. Rapidement à l'aise avec Brest, il enchaîne les réalisations et se place au soir de la 19e journée sur la troisième marche du classement des buteurs. Au classement, Brest s'invite dans la lutte pour la montée, et occupe à la moitié du championnat la deuxième place. Roux se blesse au genou une semaine avant ses premiers rendez-vous internationaux, lors du derby breton. Il fait son retour quelques semaines plus tard et remonte à la trêve hivernale sur le podium du classement des buteurs. Le 14 janvier 2010, lors de la reprise, il marque le but vainqueur face au Havre, qui permet à Brest de rejoindre provisoirement Caen en tête du championnat. De retour à Bollaert en Coupe de France, il inscrit le but égalisateur mais ne permet cependant pas à son équipe de se qualifier pour les quarts.
Récent international espoir et troisième meilleur buteur de Ligue 2, il attire en mars 2010 les recruteurs étrangers, comme ceux du Werder Brême mais reste concentré sur Brest, qui marche vers la première division de journée en journée. Lors de la 33e journée contre Bastia, il réalise le second doublé de sa saison, dont un coup franc de trente mètres en pleine lucarne, qui donne à son équipe douze points d'avance sur le quatrième, Metz. Buteur de nouveau contre Tours, il permet avec Bruno Grougi à Brest d'officialiser sa montée en Ligue 1.
Nolan Roux inscrit son premier but en Ligue 1 contre l'AJ Auxerre lors de son second match de la saison. Au terme de la quatrième journée qui oppose le Stade brestois au SM Caen, il permet à son équipe de mener au score grâce à une balle déposée en dessous de la transversale.
Il se blesse au métatarse fin décembre lors du match aller contre l'Olympique de Marseille puis au quadriceps lors de sa reprise à l'entrainement en février, ce qui lui fait manquer une partie importante de la saison.
Le 9 avril 2011, de retour sur les terrains après sa longue blessure, Nolan Roux marque un magnifique but des 30 mètres, face à Rennes, où le Stade brestois 29 gagnera 2-0.
Sa fin de saison est un peu plus poussive mais le joueur éveille l'intérêt de nombreux clubs, dont Schalke 04 qui tente de l'enrôler pendant l'été.
Il reste finalement à Brest et inscrit quatre buts au cours de la première partie du championnat 2011-2012 dont un doublé face à l'AS Saint-Étienne (16e journée).

#### Lille OSC (janvier 2012-2015)

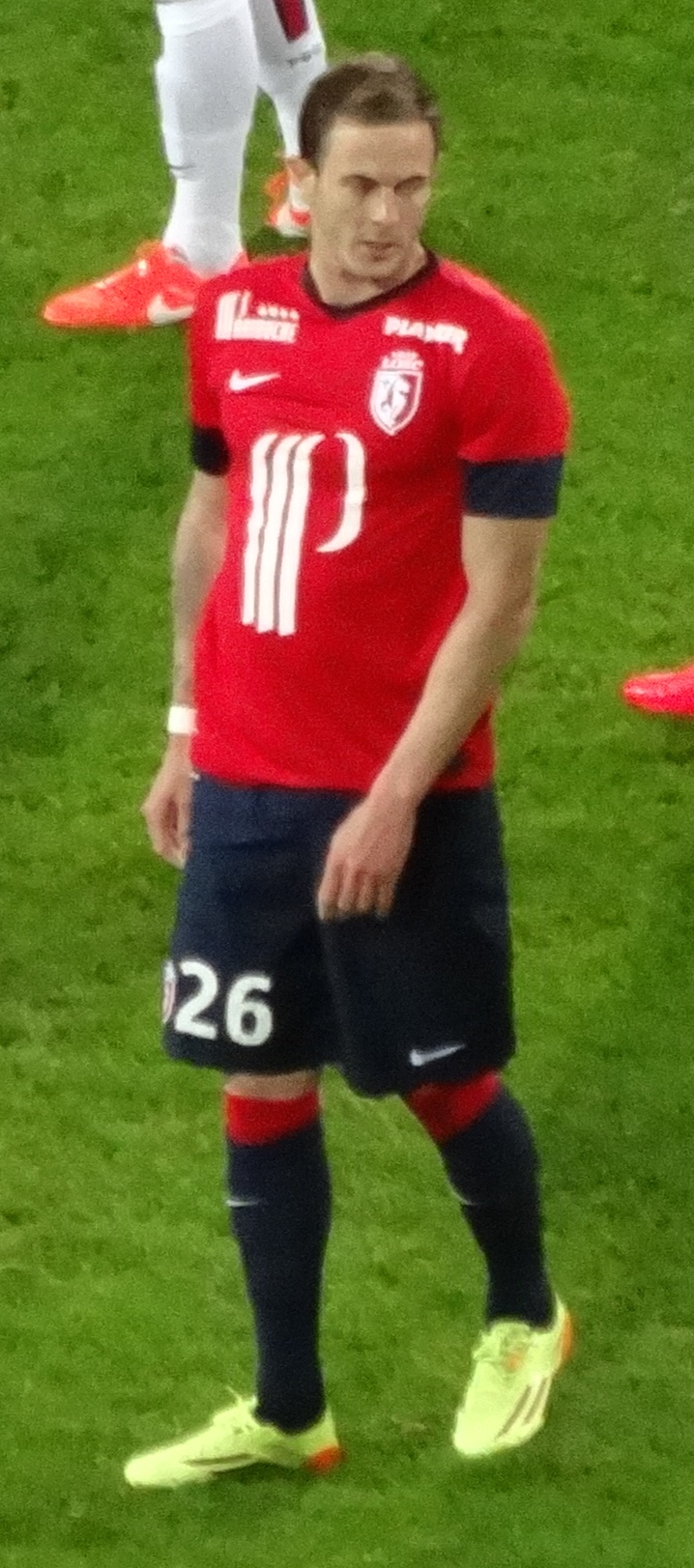
Nolan Roux, avec le LOSC, en 2014.

Le 20 janvier 2012, Nolan Roux signe un contrat de quatre ans et demi en faveur du Lille OSC. Le montant du transfert est estimé à 8 millions d'euros dont 50 % est reversé au Racing Club de Lens à la suite d'un accord trouvé entre les deux présidents de Lens et de Brest lors du transfert du joueur en 2009. Huit jours plus tard, il prend part à son premier match avec le club nordiste lors du match comptant pour la 21e journée de Ligue 1 face à l'AS Saint-Étienne. Il s'illustre en marquant un doublé et offre en partie la victoire au Lille OSC (3-0).
Le 8 février suivant, lors du derby du Nord face à Valenciennes en huitièmes de finale de la Coupe de France, Roux inscrit son troisième but avec Lille en fin du match, mais cela ne change rien puisque le LOSC, tenant du titre, est éliminé (2-1).
La saison 2012-2013 commence plutôt bien pour lui. Le 29 août 2012, il entre en jeu pendant les prolongations lors du match de barrage de Ligue des Champions 2012-2013 opposant le LOSC face à Copenhague et fait une passe décisive à Tulio de Melo. Le LOSC gagnera ce match et sera qualifié pour la Ligue des champions. Le 19 septembre 2012, il joue son premier match en Ligue des champions contre le BATE Borisov en entrant à la mi-temps mais le match se finira par une défaite à domicile 3-1.
Le tournant de la saison de Nolan se fera lors du match à Lyon contre l'Olympique lyonnais. Il est suspendu ce match-là et c'est Salomon Kalou qui le remplace à la pointe de l'attaque lilloise. Le LOSC gagne 3-1 et les titulaires de ce match le resteront jusqu'à la fin de la saison, poussant Nolan Roux sur le banc.
La saison 2013-2014 est vécue comme une renaissance pour Nolan car, au bout de douze journées de Ligue 1 et de sept matches joués, il a marqué cinq buts dont un doublé face à un concurrent direct pour le titre : l'As Monaco. Dans son onze de départ, René Girard, le nouvel entraîneur du Losc, a en effet choisi d'aligner les deux attaquants du LOSC : Nolan Roux et Salomon Kalou. Lors de la 16e journée, Nolan Roux inscrit son sixième but de la saison, qui est par ailleurs d'une importance capitale puisqu'il permet aux Lillois de gagner le match face à Marseille à la 92e minute de jeu.

#### AS Saint-Étienne (2015-2017)
Le 20 juillet 2015, Nolan Roux rejoint l'AS Saint-Étienne en signant un contrat de trois ans en faveur des Verts. Le montant du transfert est d'environ 2 millions d'euros. Il choisit le numéro 9 laissé libre depuis le départ de Mevlut Erding pour l'Allemagne. Il dispute son premier match officiel avec les Verts dès le 30 juillet face au club roumain de l'ASA Târgu Mureș, dans le cadre du troisième tour préliminaire aller de Ligue Europa (victoire 0-3).

#### FC Metz (2017-2018)
Il rejoint officiellement le FC Metz le 19 juillet 2017 et s'engage pour trois saisons,.
Le 5 août, Roux marque pour ses débuts messins contre l'En avant Guingamp mais Metz s'incline 1-3. Il termine à la mi-saison meilleur buteur messin avec cinq buts malgré la dernière place de son équipe coincée dans ce fauteuil de lanterne rouge depuis fin-août.
Lors de la 21e journée contre Dijon, Il égalise tout à la fin d'une belle reprise de volée. Il contribue au large succès de son équipe face à Saint Étienne (1 but et 1 passe décisive). Le net regain de son équipe coïncide avec sa bonne forme. Le 27 janvier, contre Nice, il inscrit un doublé et offre les trois points au FC Metz. Lors du 8e de finale de Coupe de France face à Caen, il marque pendant les prolongations mais ne permet pas à son équipe de gagner, éliminé aux tirs au but.
Lors de la 27e journée contre Guingamp, Roux inscrit son 10e but de la saison, dépassant ainsi son record de réalisations sur une saison en Ligue 1. Ce record semble contradictoire vue la dernière place de son équipe.
Le week-end suivant, il marque de nouveau, inscrivant son 11e but à la demi heure de jeu pour donner l'avantage à son équipe face à Toulouse. Cela s'avère insuffisant à cause de l'égalisation toulousaine à la 84e minute. Le club est relégué en Ligue 2 à l'issue de la saison 2017-2018.
Il finit avec 15 buts en championnat, sa meilleure saison dans l'élite.

#### Guingamp (2018-janvier 2020)
Le 19 juin 2018, il signe un contrat de deux ans avec l'En avant Guingamp. Il marque son premier but sous son nouveau maillot face au PSG, mais se blesse rapidement entraînant une absence de treize semaines. À son retour dans la compétition, le 22 décembre 2018, il participe à la première victoire guingampaise dans le stade Louis-II en inscrivant le deuxième but de la rencontre (victoire 0-2). Il réalise finalement une saison 2018-2019 décevante avec seulement deux réalisations à son actif en Ligue 1 en 26 apparitions dont 17 titularisations.
Malgré la relégation du club, il ne retrouve pas la confiance en Ligue 2, ne parvenant pas à s'imposer dans le onze breton, n'apparaissant qu'à douze reprises lors de la phase aller pour quatre titularisations et deux buts inscrits.

#### Nîmes Olympique (janvier 2020-2021)
Le 30 janvier 2020, l'En avant Guingamp annonce la résiliation de ce contrat. Il s'engage dans la foulée en faveur du Nîmes Olympique jusqu'à la fin de saison. Il rejoint alors le 19e de Ligue 1 et la moins bonne attaque du championnat. Au cours d'une saison particulière marquée par la suspension du championnat pour cause de Covid 19, il dispute sept matchs et marque deux buts et participe au maintien du club dans l'élite. la deuxième saison est plus compliquée pour le joueur, participant à 19 rencontres de championnat, sans trouver le chemin des filets et étant parfois écarté du groupe.

#### LB Châteauroux (2021-2023)
Le 6 août 2021, le joueur signe à Châteauroux en National 1. En deux saisons, le joueur marquera six buts en championnat et ne parviendra pas à aider le club à monter en Ligue 2. En fin de contrat, et face à la situation financière du club, le joueur quitte le club en juin 2023.
En 2024, il met un terme à sa carrière de footballeur professionnel.

#### Retour dans le monde amateur (2024-)
Le 9 août 2024, il prend une licence amateure à l'Olympique fourquésien, en Départemental 2 (10e division) à Fourques, dans la banlieue d'Arles,.

### Parcours en sélection nationale
Très en vue en Ligue 2 avec Brest, Nolan Roux est appelé pour la première fois chez les espoirs français par Erick Mombaerts, le 6 novembre 2009. Alors qu'il peut honorer sa première sélection le 13 novembre contre la Tunisie en amical, ou le 17 novembre contre la Slovénie lors du tour préliminaire du championnat d'Europe 2011, Nolan Roux se blesse au genou une semaine avant ces deux rendez-vous internationaux.
Toujours à son aise en Ligue 2, il est une nouvelle fois convoqué par le sélectionneur pour le match amical contre la Croatie le 2 mars 2010. Titulaire, il inscrit un doublé, permettant par deux fois à la France de mener au score,.
Sa deuxième sélection chez les espoirs intervient en août 2010 en match de qualification pour l'Euro 2011 face à la Belgique.
Il est convoqué par Erick Mombaerts en septembre 2010 pour les deux derniers matches éliminatoires de l'Euro 2011 mais est finalement forfait à la suite d'une blessure à l'épaule.

### Divers
Après avoir craché sur un arbitre lors d'un match amical contre le RAEC Mons le 20 juillet 2013, il a été suspendu trois matchs. Selon Frédéric Paquet, directeur général adjoint de Lille, cet acte était non-intentionnel. En effet, l'ancien brestois aurait craché par terre, ne se rendant pas compte que l'arbitre passait devant.

## Style de jeu
Nolan Roux, par sa taille, possède une stature athlétique et un très bon jeu de tête. De plus, s'il est parfois décrit comme maladroit devant le but, il possède une bonne frappe de loin. Sa combativité est également l'une de ses qualités principales.

## Statistiques
| Saison                | Club                  | Championnat           | Championnat | Championnat | Championnat | Coupe(s) nationale(s) | Coupe(s) nationale(s) | Coupe(s) nationale(s) | Compétition(s) continentale(s) | Compétition(s) continentale(s) | Compétition(s) continentale(s) | Compétition(s) continentale(s) | Total | Total | Total |
| Saison                | Club                  | Division              | M.          | B.          | P.d.        | M.                    | B.                    | P.d.                  | Comp.                          | M.                             | B.                             | P.d.                           | M.    | B.    | P.d.  |
| 2008-2009             | RC Lens               | Ligue 2               | 1           | 0           | 0           | 1                     | 1                     | 0                     | -                              | -                              | -                              | -                              | 2     | 1     | 0     |
| 2009-2010             | Stade brestois 29     | Ligue 2               | 34          | 15          | 5           | 3                     | 2                     | 0                     | -                              | -                              | -                              | -                              | 37    | 17    | 5     |
| 2010-2011             | Stade brestois 29     | Ligue 1               | 28          | 6           | 1           | 1                     | 0                     | 0                     | -                              | -                              | -                              | -                              | 29    | 6     | 1     |
| 2011-2012             | Stade brestois 29     | Ligue 1               | 18          | 4           | 1           | 2                     | 2                     | 0                     | -                              | -                              | -                              | -                              | 20    | 6     | 1     |
| Sous-total            | Sous-total            | Sous-total            | 81          | 25          | 7           | 7                     | 5                     | 0                     | -                              | -                              | -                              | -                              | 88    | 30    | 7     |
| 2011-2012             | LOSC Lille            | Ligue 1               | 17          | 5           | 1           | 1                     | 1                     | 0                     | C1                             | -                              | -                              | -                              | 18    | 6     | 1     |
| 2012-2013             | LOSC Lille            | Ligue 1               | 32          | 8           | 1           | 4                     | 3                     | 0                     | C1                             | 8                              | 0                              | 1                              | 44    | 11    | 2     |
| 2013-2014             | LOSC Lille            | Ligue 1               | 30          | 9           | 5           | 3                     | 1                     | 0                     | -                              | -                              | -                              | -                              | 33    | 10    | 5     |
| 2014-2015             | LOSC Lille            | Ligue 1               | 33          | 9           | 3           | 2                     | 0                     | 0                     | C1+C3                          | 3+5                            | 0+1                            | 0                              | 43    | 10    | 3     |
| Sous-total            | Sous-total            | Sous-total            | 112         | 31          | 10          | 10                    | 5                     | 0                     | -                              | 16                             | 1                              | 1                              | 138   | 37    | 11    |
| 2015-2016             | AS Saint-Étienne      | Ligue 1               | 29          | 9           | 2           | 4                     | 0                     | 1                     | C3                             | 11                             | 2                              | 4                              | 44    | 11    | 7     |
| 2016-2017             | AS Saint-Étienne      | Ligue 1               | 21          | 4           | 1           | 2                     | 0                     | 0                     | C3                             | 10                             | 1                              | 0                              | 33    | 5     | 1     |
| Sous-total            | Sous-total            | Sous-total            | 50          | 13          | 3           | 6                     | 0                     | 1                     | -                              | 21                             | 3                              | 4                              | 77    | 16    | 8     |
| 2017-2018             | FC Metz               | Ligue 1               | 35          | 15          | 1           | 2                     | 1                     | 0                     | -                              | -                              | -                              | -                              | 37    | 16    | 1     |
| 2018-2019             | EA Guingamp           | Ligue 1               | 26          | 2           | 0           | 5                     | 1                     | 0                     | -                              | -                              | -                              | -                              | 31    | 3     | 0     |
| 2019-2020             | EA Guingamp           | Ligue 2               | 14          | 2           | 0           | 2                     | 1                     | 0                     | -                              | -                              | -                              | -                              | 16    | 3     | 0     |
| Sous-total            | Sous-total            | Sous-total            | 75          | 19          | 0           | 9                     | 2                     | 0                     | -                              | -                              | -                              | -                              | 84    | 21    | 0     |
| 2019-2020             | Nîmes Olympique       | Ligue 1               | 7           | 2           | 0           | 0                     | 0                     | 0                     | -                              | -                              | -                              | -                              | 7     | 2     | 0     |
| 2020-2021             | Nîmes Olympique       | Ligue 1               | 19          | 0           | 0           | 1                     | 0                     | 1                     | -                              | -                              | -                              | -                              | 20    | 0     | 1     |
| Sous-total            | Sous-total            | Sous-total            | 26          | 2           | 0           | 1                     | 0                     | 0                     | -                              | -                              | -                              | -                              | 27    | 2     | 0     |
| 2021-2022             | LB Châteauroux        | National              | 25          | 3           | 2           | -                     | -                     | -                     | -                              | -                              | -                              | -                              | 25    | 3     | 2     |
| 2022-2023             | LB Châteauroux        | National              | 22          | 3           | 2           | 1                     | 0                     | 1                     | -                              | -                              | -                              | -                              | 23    | 3     | 3     |
| Sous-total            | Sous-total            | Sous-total            | 47          | 6           | 4           | 1                     | 0                     | 1                     | -                              | -                              | -                              | -                              | 48    | 6     | 5     |
| Total sur la carrière | Total sur la carrière | Total sur la carrière | 391         | 95          | 25          | 33                    | 13                    | 2                     | -                              | 37                             | 4                              | 5                              | 461   | 112   | 32    |

## Palmarès

### En club
- RC Lens
  - Champion de France de Ligue 2 en 2009.
- Stade brestois 29
  - Vice-champion de Ligue 2 en 2010.
- EA Guingamp
  - Finaliste de la Coupe de la Ligue en 2019.